# シングルコイル

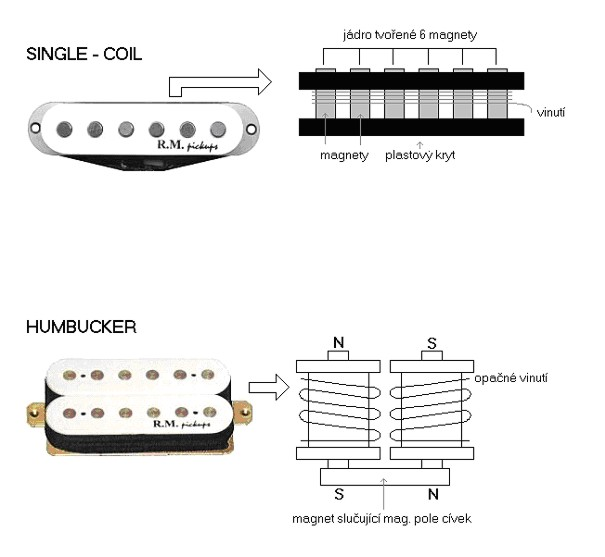
ピックアップの構造図

シングルコイル（single coilあるいはsingle-coil）は、エレクトリックギターに使用されるピックアップの一種であり、磁石の周りに巻きつけられた単一の(single)コイルから出来ているタイプのことをいう。ハムバッキングが考案されたことによるレトロニムである。

## 概要

電流発生のアニメーション

シングルコイルはもっとも単純な構造のピックアップである。ポールピース（永久磁石に接し、磁束を弦へ導く棒状の鉄芯）は一本の弦に対して1つである（ギター用であればポールピースは6本）。
フェンダー社のストラトキャスターには、多くの場合、伝統的な設計のシングルコイル・ピックアップが搭載されている。ストラトキャスター以外でも、同社製ギターには主としてシングルコイルが採用されているため、一般的にシングルコイルといえばフェンダー社が連想される。これは、ハムバッカーといえばギブソン社が連想されるのと同様である。
最新のストラトキャスターの一部モデルでは、「ノイズレス」を謳うピックアップが搭載されている。これはノイズキャンセル効果（ハムバッキング）を狙い、巻き方向を逆にした2段積みのコイル構造をもっている。すなわちハムバッカーを縦積みにした構造となっている。こうしたピックアップは、厳密には「シングルコイル」とは言い難い。事実、英語では"stacked humbucker"（積み上げ型ハムバッカー）と表記されることもある。しかし、コイルの巻き数やマグネットの構造の工夫により、従来のシングルコイルに近い音色を保つよう工夫されている。形状も従来のシングルコイルと互換性を持たせてあるため、総称的に「シングルコイル」と呼ばれる場合が多い。こうした構造のピックアップは、フェンダー以前にもディマジオ製品（HS-3など）に見られた。
ギブソン社でも、フェンダー社ほど種類は多くないが、シングルコイルもいくつか存在しており、その中でもP-90ピックアップは初期のレスポールに使用されたことから良く知られている。

## 特徴

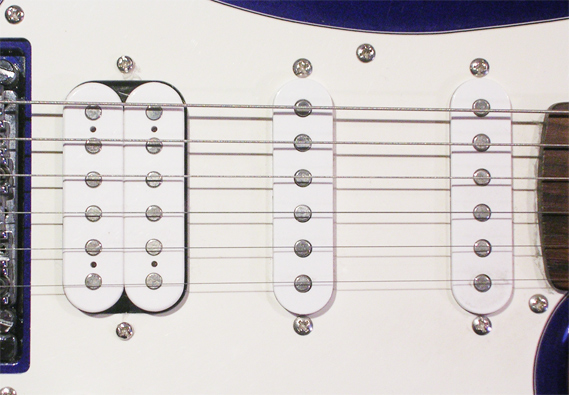
エレクトリックギターのピックアップの拡大写真。左端がハムバッカー、中央と右側がシングルコイルである。

典型的なシングルコイルの音質は「歯切れよく」「明るく」「透明感のある」点が特徴であり、「音が太く」「暖かい」サウンドを持つハムバッカーとは対照的である。このようなシングルコイルの音色は'Smells Like Teen Spirit'（ニルヴァーナ）や'Brown Sugar'（ディアンジェロ）、「天国への階段 (Stairway to Heaven)」（レッド・ツェッペリン）のソロ部分で聴くことが出来る。
また、フェンダー・ジャズマスターに採用されているシングルコイルは、コイルを薄く平たく巻いているため、音質がまろやかでフラットな独特の音質を持つ。本来マーケット目標としたジャズギタリストには支持されなかったが、サーフミュージックや、後のグランジロック等のギタリストには特に支持を受けた。
ハムバッカーと比べ、シングルコイルはフィードバックやノイズが発生しやすいが、アルペジオやカッティングを多用するギタリストには好まれている。またこのシングルコイルの特徴は、ジミ・ヘンドリックスをはじめとするギタリストによって、数々の素晴らしい効果を得るために利用された。